# Happiness (Alexis Jordan)
Happiness è il singolo di debutto di Alexis Jordan, cantante e attrice (e a volte scrittrice di brani) statunitense, pubblicato il 7 settembre 2010 e prelevato dall'album dal titolo omonimo della cantante: Alexis Jordan.
A partire dal febbraio 2010, Alexis Jordan comincia a registrare la prima canzone, facendosi aiutare da Tor Erik Hermansen, Mikkel S. Eriksen, Autumn Rowe e deadmau5 (la strumentale della canzone è infatti la traccia Brazil (2nd Edit) di quest'ultimo). Il brano però era stato scritto per Lo Show dei Talenti Americani, che poi venne sostituito. Ma Jay-Z e Beyoncé chiamarono al suo cellulare per invitarla nella loro casa per far ascoltare il brano. E da questo punto, Alexis ci lavoro molto sopra, soprattutto perché questi artisti di fama mondiale ci contavano. Il video del brano è stato pubblicato il 20 maggio 2010 e in esso sono presenti la cantante e un ragazzo.
Nel 2012 gli Epica hanno registrato una cover acustica di Happiness presente nella compilation Acoustic Dance Sessions.

## Tracce
- Download Digitale

1. Happiness -4:03

- EP digitale (Regno Unito e Irlanda)

1. Happiness -4:03
2. Happiness (Michael Woods Remix)-7:42
3. Happiness (Wideboys Club Mix)-5:35
4. Happiness (Dave Aude Club Mix)-8:38

- EP Remixes (Stati Uniti)

1. Happiness (Jump Smokers Extended Mix)-4:12
2. Happiness (Wideboys Club Mix)-5:35
3. Happiness (Dave Aude Club Mix)-8:38

- Digital EP (Australia e Nuova Zelanda)

1. Happiness -4:03
2. Happiness (Wideboys Radio Edit)-4:08
3. Happiness (Jump Smokers Radio Edit)-3:47

- CD singolo (Germania)

1. Happiness -4:03
2. Happiness (Dave Aude Radio Edit)-4:19

Fonti:

## Classifiche

### Classifiche internazionali
| Classifica (2011) | Posizione massima |
| ----------------- | ----------------- |
| Australia         | 3                 |
| Belgio (Friande)  | 3                 |
| Belgio (Vallonia) | 9                 |
| Germania          | 57                |
| Irlanda           | 13                |
| Nuova Zelanda     | 8                 |
| Norvegia          | 1                 |
| Paesi Bassi       | 1                 |
| Regno Unito       | 3                 |
| Svizzera          | 44                |

### Classifiche di fine anno
| Classifica (2011) | Posizione |
| ----------------- | --------- |
| Australia         | 26        |
| Belgio (Fiandre)  | 34        |
| Belgio (Vallonia) | 52        |
| Paesi Bassi       | 2         |

## Date di pubblicazione
| Paese         | Data             | Formato                    | Etichetta           |
| ------------- | ---------------- | -------------------------- | ------------------- |
| Stati Uniti   | 7 settembre 2010 | EP Remixes                 | StarRoc, Roc Nation |
| Irlanda       | 29 ottobre 2010  | Download digitale, EP      | Sony Music          |
| Regno Unito   | 29 ottobre 2010  | Download digitale, EP      | Sony Music          |
| Australia     | 10 dicembre 2010 | EP                         | Sony Music          |
| Nuova Zelanda | 10 dicembre 2010 | EP                         | Sony Music          |
| Germania      | 18 marzo 2011    | CD singolo                 | Sony Music          |
| Germania      | 15 luglio 2011   | CD singolo (Dave Audé Mix) | Sony Music          |